# Kettes szánkó az 1992. évi téli olimpiai játékokon
Az 1992. évi téli olimpiai játékokon a szánkó kettes versenyszámát február 14-én rendezték La Plagne-ban. Az aranyérmet a német Stefan Krauße, Jan Behrendt összeállítású páros nyerte meg. A versenyszámban nem vett részt magyar páros.

## Eredmények
A verseny két futamból állt. A két futam időeredményének összessége határozta meg a végső sorrendet. Az időeredmények másodpercben értendők. A futamok legjobb időeredményei vastagbetűvel olvashatóak.
| Helyezés | Csapat                                                              | 1.     | 2.       | Össz.    |
| -------- | ------------------------------------------------------------------- | ------ | -------- | -------- |
| Arany    | Németország (GER)-1 · Stefan Krauße · Jan Behrendt                  | 46,060 | 45,993   | 1:32,053 |
| Ezüst    | Németország (GER)-2 · Yves Mankel · Thomas Rudolph                  | 46,125 | 46,114   | 1:32,239 |
| Bronz    | Olaszország (ITA)-1 · Hansjörg Raffl · Norbert Huber                | 46,114 | 46,184   | 1:32,298 |
| 4.       | Románia (ROU) · Ioan Apostol · Liviu Cepoi                          | 46,315 | 46,334   | 1:32,649 |
| 5.       | Olaszország (ITA)-2 · Kurt Brugger · Wilfried Huber                 | 46,447 | 46,363   | 1:32,810 |
| 6.       | Svédország (SWE) · Hans Kohala · Carl-Johan Lindqvist               | 46,661 | 46,473   | 1:33,134 |
| 7.       | Ausztria (AUT) · Gerhard Gleirscher · Markus Schmidt                | 46,514 | 46,743   | 1:33,257 |
| 8.       | Egyesített Csapat (EUN)-1 · Albert Gyemcsenko · Alekszej Zelenszkij | 46,552 | 46,747   | 1:33,299 |
| 9.       | Egyesült Államok (USA)-1 · Wendel Suckow · Bill Tavares             | 46,787 | 46,664   | 1:33,451 |
| 10.      | Egyesített Csapat (EUN)-2 · Igor Lobanov · Gennagyij Beljakov       | 46,849 | 47,098   | 1:33,947 |
| 11.      | Lettország (LAT) · Aivars Polis · Roberts Suharevs                  | 46,988 | 46,961   | 1:33,949 |
| 12.      | Egyesült Államok (USA)-2 · Chris Thorpe · Gordy Sheer               | 46,980 | 47,062   | 1:34,042 |
| 13.      | Kanada (CAN)-1 · Christi-Adrian Sudu · Dan Doll                     | 47,178 | 46,923   | 1:34,101 |
| 14.      | Kanada (CAN)-2 · Bob Gasper · André Benoit                          | 46,873 | 47,229   | 1:34,102 |
| 15.      | Csehszlovákia (TCH) · Petr Urban · Jan Kohoutek                     | 47,055 | 47,219   | 1:34,274 |
| 16.      | Norvégia (NOR) · Harald Rolfsen · Snorre Pedersen                   | 47,610 | 47,368   | 1:34,978 |
| 17.      | Bulgária (BUL) · Ilko Karacsolov · Ivan Karacsolov                  | 47,538 | 47,514   | 1:35,052 |
| 18.      | Japán (JPN) · Szaszaki Acusi · Szaszaki Júdzsi                      | 47,776 | 47,566   | 1:35,342 |
| 19.      | Franciaország (FRA) · Yves Boyer · Frédéric Bertrand                | 48,847 | 48,060   | 1:36,907 |
| 20.      | Lengyelország (POL) · Leszek Szarejko · Adrian Przechewka           | 47,127 | 1:07,927 | 1:55,054 |